# Atuatuci
De Atuatuci (ook Aduatuci; Nederlands: Aduatieken en Aduatuken) waren volgens de overleveringen van Julius Caesar leden van een Belgische volksstam, die ten tijde van Caesars veldtochten grofweg in het noorden van Gallië tussen de Eburonen en de Nerviërs leefden, ergens tussen de Schelde en de Maas in het huidige Midden-België. De van oorsprong Germaanse stam werd mogelijk gevormd uit overblijvende Cimbren, die oorspronkelijk uit Noord-Duitsland / Zuid-Jutland kwamen. De Eburonen waren volgens Caesar aan de Atuatuci onderworpen, een situatie waaraan door hem een einde zou zijn gemaakt. Het voornaamste oppidum van de Atuatuci werd door de Romeinen aangeduid als Atuatuca. Over de ligging van Atuatuca bestaat geen eensgezindheid. Lange tijd werd het Oppidum Caestert op het Plateau van Caestert (tussen Luik en Maastricht) als serieuze kandidaat beschouwd. Recent onderzoek wijst het Henegouwse Thuin aan als mogelijke locatie. Andere archeologen associëren die site eerder met de Nerviërs.
De verwantschap van de stamnaam met atuatuca, volgens sommigen de inheemse naam voor een fort, is opvallend. Men heeft bijgevolg gesuggereerd dat Atuatuci staat voor die van het fort, een naam hen door hun buren gegeven. Een andere verklaring luidt die van twee volkeren, een taalkundig gefundeerde uitleg die gesuggereerd wordt door wat Caesar in zijn Commentarii de bello Gallico verhaalt over hun herkomst: de Atuatuci zouden zijn voortgekomen van de Kimbren en Teutonen. Die zouden ten westen van de Rijn 6000 mannen hebben achtergelaten om de "buit" te bewaken die deze plunderaars hadden gemaakt en niet konden meenemen op hun verdere tocht. Caesar weet te vermelden dat de Kimbren en Teutonen door de Belgen waren gestopt. Dat kan rond 112 v.Chr. zijn geweest, bij het begin van hun tocht door Gallië, of rond 103 v.Chr., toen de beide stammen tot in Spanje waren geweest en opnieuw naar het noorden waren getrokken. Ze draaiden toen weer om, richting Italië, hun ondergang tegemoet. Toen de Kimbren en Teutonen verslagen waren, hadden de latere Atuatuci zich blijvend gevestigd, na lange jaren te zijn opgejaagd door de lokale stammen. Het is onduidelijk waar Caesar deze inlichtingen vandaan heeft, maar de feiten waren ten tijde van zijn veldtocht nog geen halve eeuw oud en er waren dus ongetwijfeld nog ooggetuigen van in leven.
Met zeven legioenen (ongeveer 30.000 man) trekt Caesar op tegen de Atuatuci nadat hij de aanval van de Nerviërs heeft afgeslagen. De Atuatuci hadden hulp beloofd maar waren te laat gekomen. Zij keerden terug, verlieten alle vestingen en schansen, en trokken zich met have en goed terug in een oppidum dat door zijn natuurlijke ligging onneembaar leek. De Romeinen sloten hen in met een 18 km lange vestingwal. Zogezegd onder de indruk van Caesars belegeringswerktuigen, gaven de Atuatuci zich over, maar ze hadden een deel van hun wapens achtergehouden en vielen de nacht daarop terug aan. Caesar nam het oppidum in en liet de aanwezigen als slaven verkopen, in totaal 53.000 mannen, vrouwen en kinderen, terwijl er bij de uitval al 4000 mannen het leven hadden verloren. De oorspronkelijke groep die rond 105 v.Chr. was achtergebleven, zou zoals gezegd uit 6000 mannen hebben bestaan. Voor het coalitieleger van de Belgen hadden de Atuatuci 19.000 mannen beloofd. De stam was dus gedecimeerd, maar niet van de kaart geveegd: in 54 v.Chr. belegerden ze, samen met de Nerviërs en onder leiding van de Eburonen, het winterkamp van Quintus Tullius Cicero en ook het jaar daarop waren ze in opstand. Vanaf dan verdwijnt de naam uit de geschiedenis.